# Shinzō Kōroki
Shinzō Kōroki (jap. 興梠慎三 Kōroki Shinzō; ur. 31 lipca 1986 w Miyazaki) – japoński piłkarz, reprezentant kraju.

## Kariera klubowa
Od 2005 do 2012 roku występował w klubie Kashima Antlers. Od 2013 roku gra w zespole Urawa Red Diamonds.

## Kariera reprezentacyjna
Karierę reprezentacyjną rozpoczął w 2008, a zakończył w 2011 roku. W sumie w reprezentacji wystąpił w 12 spotkaniach.